# Четвърта битолска дружина
Пета одринска дружина е военна част от Македоно-одринското опълчение. Формирана е на 2 октомври 1912 година в София от македоно-одрински доброволци от Битолското, Прилепското, Тетовското братство. Организатор и командир на дружината е капитан Владимир Каназирев. Дружината е разформирана на 20 септември 1913 година.

## Команден състав
- Командир на дружината: Капитан Владимир Каназирев
- Адютант: Илия Докторов
- 1-ва рота: Подпоручик Илия Ангелов
- 2-ра рота: Подпоручик Боян Ачков
- 3-та рота: Подпоручик Аспарух Бояджиев†, Подпоручик Асен Радославов
- 4-та рота: Подпоручик Иван Минков
- Младши офицери: Офицерски кандидат Христо Чернопеев – разузнавателен пункт
- Нестроева рота: Ангел Атанасов
- Завеждащ прехраната: Никола Спиров
- Ковчежник: Ангел Костов[1]

## Известни доброволци
- Борис Зографов
- Владимир Мавродиев
- Георги Киселинов
- Георги Талев
- Ефтим Божинов
- Иван Василев
- Илия Аргиров
- Константин Кюров
- Коце Бондиков
- Кръстьо Гермов
- Леонид Бачев
- Михаил Джеров
- Павел Чупаров
- Петър Костов – Пашата
- Петър Лесев
- Трайко Георгиев
- Христо Бандулов

## Боен път
В боевете при Шаркьой загива командирът на 3-та рота - подпоручик Аспарух Ненов Бояджиев.